# Fenestrulina bullata
Fenestrulina bullata är en mossdjursart som beskrevs av Harmer 1957. Fenestrulina bullata ingår i släktet Fenestrulina och familjen Microporellidae. Inga underarter finns listade i Catalogue of Life.